# Balanophora reflexa
Balanophora reflexa är en tvåhjärtbladig växtart som beskrevs av Odoardo Beccari. Balanophora reflexa ingår i släktet Balanophora och familjen Balanophoraceae. Inga underarter finns listade i Catalogue of Life.